# Signal de fumée

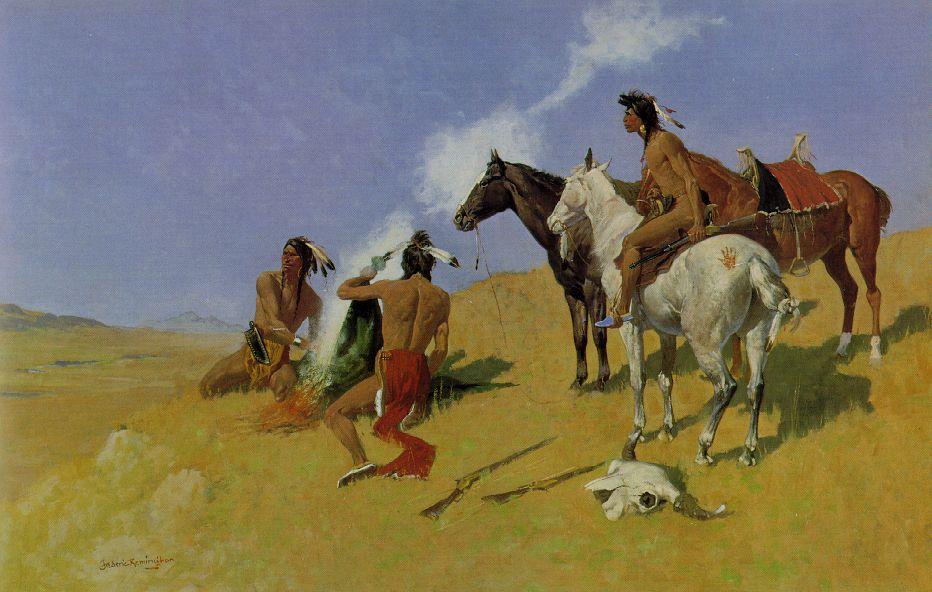
Amérindiens utilisant des signaux de fumée, peinture de Frederic Remington

Un signal de fumée est une forme de communication optique utilisée sur de longues distances, développée en Amérique et en Chine.
On forme les signaux de fumée en couvrant et découvrant un feu à l'aide d'un large tissu. Avec de l'entraînement, on peut arriver à contrôler la taille, la forme et le rythme des signaux. On peut les observer à longue distance, et les relayer via plusieurs stations. C'est pourquoi des stations relais étaient souvent créées pour améliorer la visibilité. En l'absence de langage standardisé, l'émetteur et le receveur se mettaient d'accord à l'avance sur le code. Ainsi, les signaux de fumée, forme de communication assez limitée, ne permettaient de véhiculer que des messages très simples.

## Exemples
- Une inscription sur un ostracon trouvé à Lakish en Israël, peut laisser penser que les anciens Judéens utilisaient des signaux de fumée pour communiquer d'une forteresse à une autre[1]. On trouverait une allusion à cette pratique dans la Bible (Jr 6,1).
- Les Nord-Amérindiens sont notables pour leur utilisation extensive des signaux de fumée.
- En Amérique du Sud, les Yagans utilisaient des signaux de fumée pour indiquer des baleines échouées, afin que le plus grand nombre puisse prélever de la viande de la carcasse avant qu'elle ne se décompose. Ils utilisaient peut-être ces signaux dans d'autres buts, il est donc possible que Magellan ait aperçu un de ces feux lorsqu'il croisa la Patagonie, ce qui lui inspira le nom de Terre de Feu.
- Dès le XIIIᵉ siècle au moins, l’utilisation de signaux de fumée est attestée dans les villes, châteaux, tours et villages du nord et du centre de l’Italie comme moyen d’avertir de l’approche de l’ennemi en temps de guerre. Une seule colonne de fumée indiquait que les forces ennemies étaient nombreuses, tandis que deux colonnes signalaient que la menace ne consistait qu’en un contingent de faible importance. La nuit, ces mêmes signaux étaient transmis au moyen de feux ou de lanternes[2].
- La fumée du canon de midi servait autrefois à synchroniser les chronomètres de marine au Cap, en Afrique du Sud.
- Lorsqu'il se réunit pour désigner le nouveau pape, le Conclave annonce les résultats de chaque scrutin par l'intermédiaire de signaux de fumée. La fumée noire indique un vote non concluant tandis que la fumée blanche marque la fin du Conclave et donc l'élection du nouveau pape.

## Archéologie
En 2020, des archéologues japonais ont mis au jour à Takatori les restes d'une installation destinée à émettre des signaux par le feu ou la fumée, qui faisait partie d'un réseau de signalisation mis en place au 7e siècle entre Kyushu et Asuka, mentionné dans le "Nihon Shoki".